# Livistona boninensis
Livistona boninensis là loài thực vật có hoa thuộc họ Arecaceae. Loài này được (Becc.) Nakai mô tả khoa học đầu tiên năm 1935.